# Cneoranidea
Cneoranidea là một chi bọ cánh cứng trong họ Chrysomelidae.
Chi này được Chen miêu tả khoa học năm 1942.

## Các loài
Các loài trong chi này gồm:
- Cneoranidea coryli Chen & Jiang, 1984
- Cneoranidea flammea Yang, 1993
- Cneoranidea hirta Yang, 1991
- Cneoranidea maculata Kimoto, 1989
- Cneoranidea melanocephala Yang in Li, Zhang & Xiang, 1997
- Cneoranidea parasinica Zhang & Yang, 2005
- Cneoranidea signatipes Chen, 1942
- Cneoranidea sinica Yang, 1991
- Cneoranidea wuyiensis Yang & Wang in Wang & Wu, 1998